# Cervatos de la Cueza

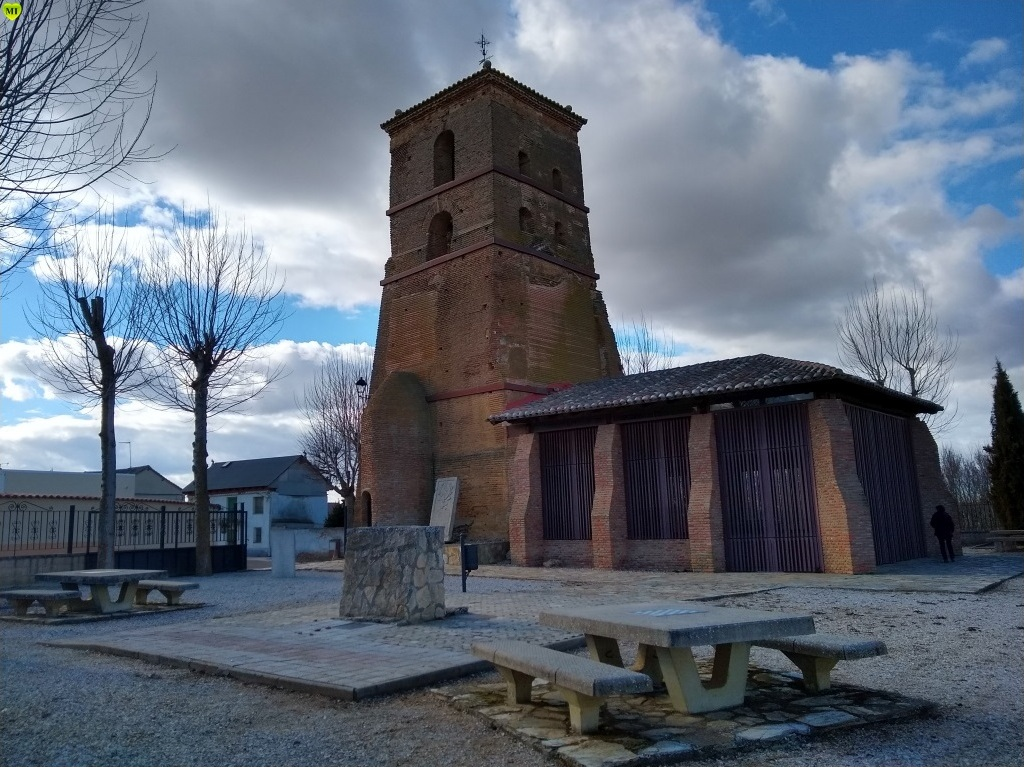
Torre de la iglesia de San Miguel

Cervatos de la Cueza es un municipio y localidad española de la provincia de Palencia, en la comunidad autónoma de Castilla y León. Su término municipal también comprende las pedanías de Calzadilla de la Cueza y Quintanilla de la Cueza.

## Toponimia
El topónimo se conforma, por un lado, de Cervatos (del latín cervus), ciervo menor de seis meses aunque también pudo significar corzo en la Edad Media; por otro, de Cueza, que según Fátima Carrera de la Red procede del germánico Goza, Gozan, de significado desconocido. La misma autora señala que en el lugar llaman «cuezas» a los vallecillos del terreno; haría referencia a las ondulaciones del terreno o cuencas donde se recogen las aguas.

## Geografía
| Noroeste: Ledigos                      | Norte: Villarrabé            | Noreste: Bustillo del Páramo de Carrión |
| Oeste: Población de Arroyo y Villalcón |                              | Este: Calzada de los Molinos            |
| Suroeste Valle del Retortillo          | Sur: Villanueva del Rebollar | Sureste: Riberos de la Cueza            |

## Historia

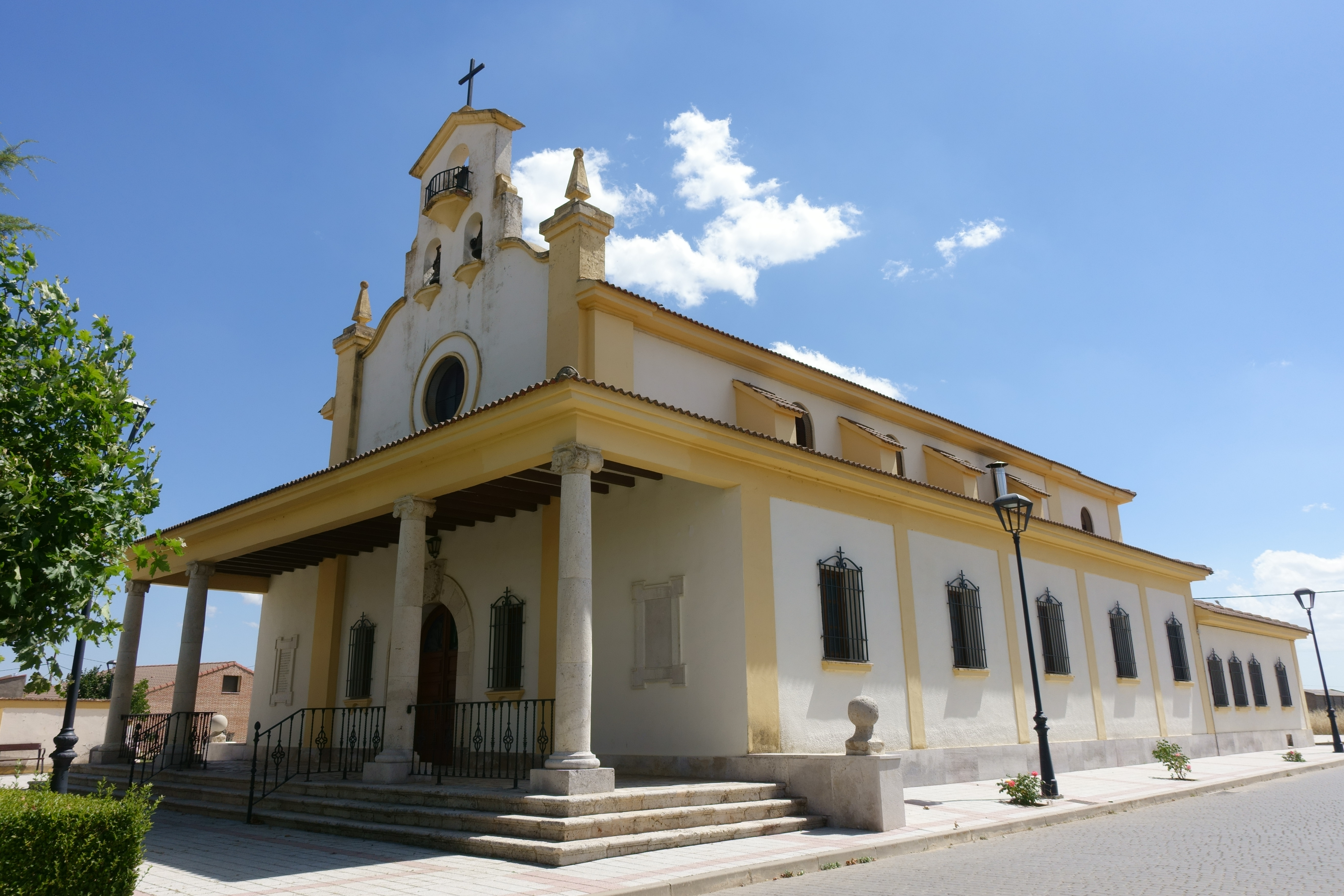
Iglesia de Santa Columba

A la caída del Antiguo Régimen la localidad se constituye en municipio constitucional en el partido de Carrión de los Condes que en el censo de 1842 contaba con 143 hogares y 744 vecinos.
En 1857 crece el término del municipio porque incorpora a Quintanilla de la Cueza.
En 1975 crece el término del municipio porque incorpora Calzadilla de la Cueza.

## Demografía
Cuenta con una población de 241 habitantes (INE 2024).
| Gráfica de evolución demográfica de Cervatos de la Cueza entre 1842 y 2021 |
| |
| Población de derecho según los censos de población del INE. Población de hecho según los censos de población del INE. En 1857 crece el término del municipio porque incorpora a Quintanilla de la Cueza. En 1975 crece el término del municipio porque incorpora a Calzadilla de la Cueza. |

## Patrimonio
- Dos torres de ladrillo de las antiguas iglesias parroquiales de Santa Columba y San Miguel (mudéjar).
- Iglesia parroquial de Santa Columba y San Miguel, de estilo colonial. Siglo XX. Construida bajo el patrocinio de la República Argentina, en honor al General José de San Martín.[11]
- Casa del General San Martín. Lugar de nacimiento de Juan de San Martín, padre del General San Martín. Declarada bien de interés cultural en el año 2000 y convertida en museo. El 17 de agosto de 2021 se inauguró en su interior el primer Patio Federal Argentino en el mundo, un espacio que cuenta con los escudos de todas las provincias y de la República Argentina, iniciativa llevada a cabo por Cadena 3 Argentina.[12]

## Fiestas y tradiciones
- San Roque y San Roquillo: Se celebran el 16 de agosto. Son las fiestas patronales del pueblo. Son tradicionales la suelta de vaquillas, la celebración de misas y procesiones, juegos infantiles, campeonatos deportivos, concursos de gastronomía y disfraces.
- Virgen de los Remedios: Se celebra el segundo domingo de octubre.